# Hello (chanson de Martin Solveig)
Pour les articles homonymes, voir Hello.
Singles de Martin Solveig
Boys and Girls
(2009) Ready 2 Go
(2011)
Pistes de SMASH
Ready 2 Go
Hello est une chanson du DJ français Martin Solveig de son cinquième album studio, SMASH en collaboration avec la chanteuse canadienne d'électro-pop Dragonette. C'est la chanson de Martin qui a connu le plus succès, atteignant la première place en Autriche, Flandre et Pays-Bas. Elle est également numéro un dans les classements U.S. Hot Dance Airplay et Hot Dance Club Songs en février 2011 et numéro 2 en Belgique francophone, numéro 10 en Suisse, Nouvelle-Zélande, Irlande, France, Allemagne, Roumanie, Canada, Italie, Écosse et République tchèque, numéro 20 au Royaume-Uni, Australie et Hongrie. Elle a également figuré dans une publicité pour les chewing-gum Trident's très populaire dans le monde anglo-saxon ce qui a permis à la chanson de rentrer dans le Billboard Hot 100 en avril 2011; c'est la première apparition de Martin Solveig et Dragonette dans ce classement. La chanson a été reprise par la chanteuse canadienne Carly Rae Jepsen en 2011.

## Développement
Martin Solveig avait décidé de faire une pause dans la production de musique pour se consacrer à des courts métrages dont le premier est réalisé à Roland Garros. Le DJ composera finalement le titre Hello comme une musique de film et le court métrage deviendra le clip vidéo.

## Clip
Il y a deux versions : une longue qui est le premier épisode d'une série appelée Smash, et une courte, le clip traditionnel.
La version longue est en deux parties, commentées oralement en anglais par Nelson Monfort. La première présente les personnages "She" et le manager de Martin "Lafaille" (Gregory Darsa) et la seconde se déroule à Roland Garros. Martin Solveig affronte le DJ Bob Sinclar au tennis. Il lutte pour gagner quelques points mais n'arrive pas à gagner le match. Avec un score de 6-0, 6-0, 5-0, Sinclar est prêt à servir sa balle de match lorsque l'amour secret de Martin She (Flo Lafaye) rentre dans les gradins, et Solveig décide de se battre pour l’impressionner. Il sert mais la juge de ligne (Mathilde Johansson) crie à la faute, décernant la victoire à Sinclar. Novak Djokovic entre sur le terrain et convainc le juge de contrôler la marque sur la terre battue pour finalement accorder le point à Solveig. Ce dernier fait un retour étincelant jusqu'à obtenir une balle de match. Cependant, Gaël Monfils rentre dans les gradins et embrasse l'amour secret de Martin qui abandonne la partie. « To be continued » (à suivre) est écrit à la fin.
La version courte correspond à la deuxième partie de la version longue, mais commence par la rentrée de Martin Solveig et Bob Sinclar sur le court. Il y a quelques petites différences comme le fait que « à suivre » ne soit pas écrit.

## Formats et liste des pistes
| - Téléchargement digital (France) 1. "Hello" – 4:42 - CD single (France) 1. "Hello" (single edit) – 4:41 2. "Hello" (club edit) – 5:33 3. "Hello" (Sidney Samson Remix) – 5:18 4. "Hello" (Bassjackers Remix) – 5:03 5. "Hello" (Michael Woods Remix) – 7:18 - CD single (Allemagne) 1. "Hello" (radio edit) – 3:11 2. "Hello" (club edit) – 5:33 - Téléchargement digital (États-Unis) 1. "Hello" – 4:41 - Téléchargement digital EP (États-Unis) 1. "Hello" (Sidney Samson Remix) – 5:18 2. "Hello" (Bassjackers Remix) – 5:03 3. "Hello" (Michael Woods Remix) – 7:16 4. "Hello" (Michael Woods Dub) – 7:18 5. "Hello" (Dada Life Remix) - 5:33 | - Téléchargement digital EP (Royaume-Uni) 1. "Hello" (UK radio edit) – 2:45 2. "Hello" (single edit) – 4:41 3. "Hello" (Michael Woods Remix) – 7:18 4. "Hello" (Michael Woods Dub) – 7:18 5. "Hello" (Sidney Samson Remix) – 5:18 6. "Hello" (Bassjacker Remix) – 5:03 7. "Hello" (Dada Life Remix) – 5:33 - Summer 11 Remixes 1. "Hello" (Caveat Remix) – 6:53 2. "Hello" (Dead Battery Remix) – 5:39 3. "Hello" (Relanium Remix) – 6:38 4. "Hello" (Ken Loi Remix) – 6:15 5. "Hello" (Awiin Remix) – 5:47 6. "Hello" (MINE Remix) – 6:35 7. "Hello" (Singularity Remix) – 7:12 8. "Hello" (Pace Remix) – 4:11 9. "Hello" (Why Are We Whispering Remix) – 3:04 10. "Hello" (Jeremy Ebell Remix) – 2:56 |

## Crédits
- Écrit par Martin Solveig et Martina Sorbara
- Composé et réalisé par Martin Solveig
- Publié par Dragonette Inc. et Temps D'Avance
- Chant et chœurs - Dragonette
- Autres instruments et programmation - Martin Solveig
- Guitare - Jean-Baptiste Gaudray
- Mixé par Philippe Weiss à Red Room Studio, Suresnes
- Masterisé par Tom Coyne à Sterling Sound, New York

Crédits issus du single Hello

## Classements, certifications et successions
| Classement (2010-2011)                      | Meilleure position |
| ------------------------------------------- | ------------------ |
| Allemagne (Media Control AG)                | 5                  |
| Australie (ARIA)                            | 13                 |
| Autriche (Ö3 Austria Top 40)                | 1                  |
| Belgique (Flandre Ultratop 50 Airplay)      | 2                  |
| Belgique (Flandre Ultratop 50 Dance)        | 1                  |
| Belgique (Flandre Ultratop 50 Singles)      | 1                  |
| Belgique (Wallonie Ultratop 50 Airplay)     | 4                  |
| Belgique (Wallonie Ultratop 50 Dance)       | 1                  |
| Belgique (Wallonie Ultratop 50 Singles)     | 2                  |
| Bulgarie (IFPI)                             | 31                 |
| Canada (Canadian Hot 100)                   | 8                  |
| Tchéquie (IFPI Rádio)                       | 1                  |
| Danemark (Tracklisten)                      | 33                 |
| Europe (Hot 100)                            | 16                 |
| France (SNEP)                               | 5                  |
| Espagne (PROMUSICAE)                        | 17                 |
| Hongrie (Dance Top 40)                      | 1                  |
| Hongrie (Rádiós Top 40)                     | 12                 |
| Irlande (IRMA)                              | 6                  |
| Italie (FIMI)                               | 7                  |
| Pays-Bas (Top 40)                           | 1                  |
| Mexique Classement Airplay radio            | 3                  |
| Nouvelle-Zélande (RMNZ)                     | 5                  |
| Pologne (ZPAV)                              | 4                  |
| Pologne Classement Dance (ZPAV)             | 8                  |
| Royaume-Uni (UK Dance Chart)                | 2                  |
| Royaume-Uni (UK Singles Chart)              | 13                 |
| Suède (Sverigetopplistan)                   | 31                 |
| Suisse (Schweizer Hitparade)                | 10                 |
| États-Unis (Billboard Hot 100)              | 46                 |
| États-Unis (Billboard Hot Dance Club Songs) | 1                  |
| États-Unis (Billboard Pop Songs)            | 19                 |

| Classement (2010)                           | Position |
| ------------------------------------------- | -------- |
| Italie Classement single                    | 74       |
| Classement (2011)                           | Position |
| Australie Classement single                 | 73       |
| Autriche Classement single                  | 5        |
| Canada Hot 100                              | 11       |
| Allemagne Classement single                 | 24       |
| PologneClassement single dance              | 21       |
| Suisse Classement single                    | 26       |
| États-Unis Hot Dance Club Songs (Billboard) | 5        |

| Pays             | Organisme    | Certification            | Vente                      |
| ---------------- | ------------ | ------------------------ | -------------------------- |
| Australie        | ARIA         | 2 × Platine              | 140 000                    |
| Belgique         | BEA          | Platine                  | 30 000                     |
| Canada           | Music Canada | 2 × Platine              | 20 000                     |
| Allemagne        | BVMI         | Platine                  | 300 000                    |
| Italie           | FIMI         | Platine[réf. nécessaire] | 30 000[réf. nécessaire]    |
| Nouvelle-Zélande | RIANZ        | Platine                  | 15 000                     |
| Royaume-Uni      | BPI          | Argent[réf. nécessaire]  | 200 000[réf. nécessaire]   |
| Suisse           | IFPI         | Platine                  | 30 000                     |
| États-Unis       | RIANZ        | Platine[réf. nécessaire] | 1 000 000[réf. nécessaire] |